# كلايتون (لاعب كرة قدم مواليد 1978)
كلايتون هو لاعب كرة قدم برازيلي في مركز الوسط، ولد في 12 سبتمبر 1978 في برازيليا في البرازيل. لعب مع نادي جنوب الصين.